# Jesenské (Rimavská Sobota)
Jesenské, ungarisch Feled (bis 1927 slowakisch „Veladín“, „Veledín“ oder „Feled“, von 1927 bis 1948 „Feledince“) ist eine Gemeinde in der Südslowakei  mit 2351 Einwohnern (Stand 31. Dezember 2024).

## Geographie

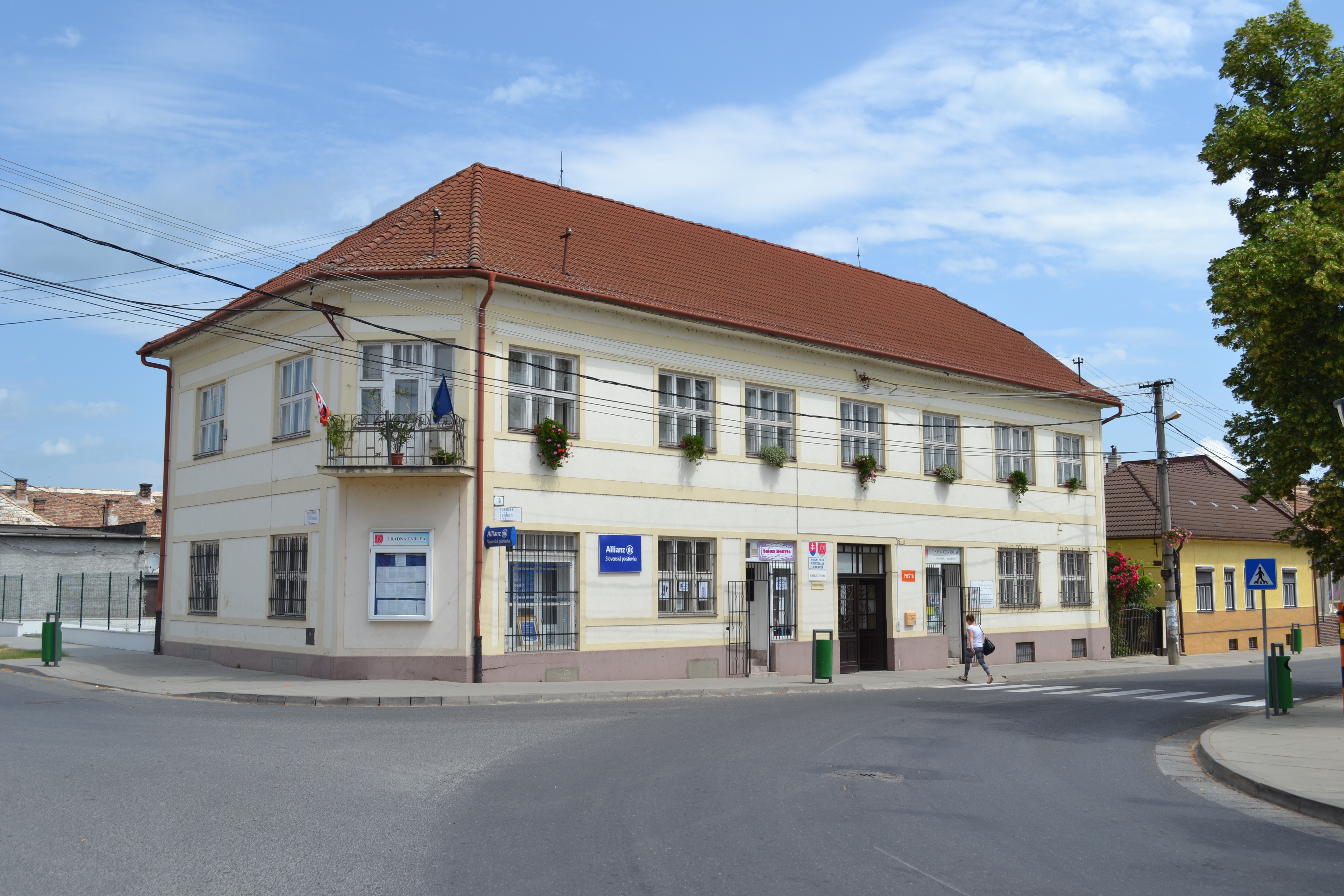
Gemeindeamt von Jesenské

Die Gemeinde befindet sich im südslowakischen Kessel, noch genauer in dessen Untereinheit Rimavská kotlina am Fuße des südlich gelegenen Berglands Cerová vrchovina, an der Mündung des Flusses Gortva in die Rimava. Das Ortszentrum liegt auf einer Höhe von 194 m n.m., etwa 12 Kilometer südlich von Rimavská Sobota entfernt.
Nachbargemeinden sind Rimavské Janovce im Norden, Pavlovce im Nordosten, Širkovce im Osten und Südosten, Hostice im Süden, Gemerské Dechtáre und Gortva (Katastralgemeinde Čenice) im Südwesten sowie Hodejovec und Gortva (Hauptort) im Westen.

## Geschichte

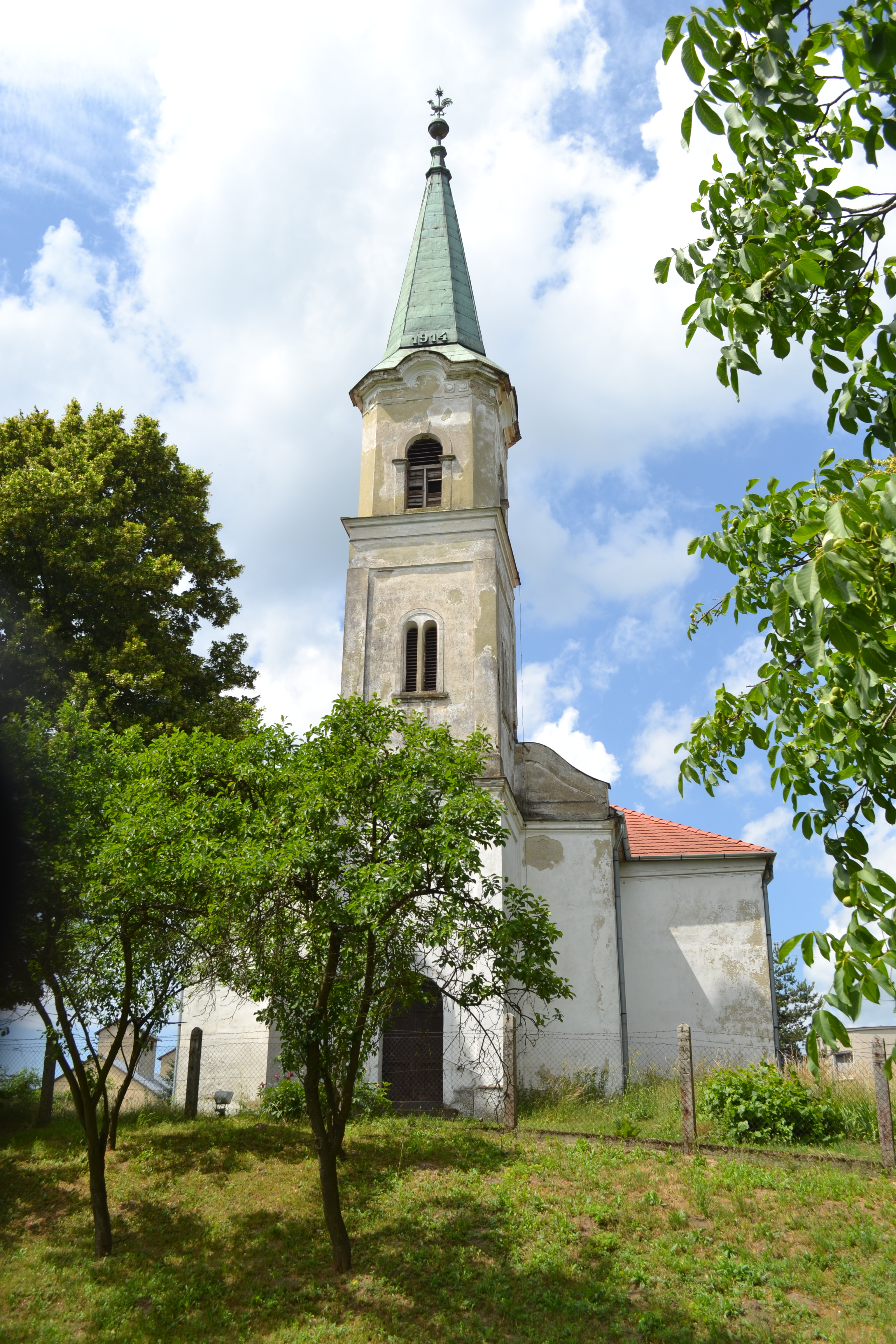
Reformierte Kirche

Der Ort wurde 1274 ersturkundlich als Feled erwähnt und war damals Besitz des Geschlechts Rátold. Im 15. Jahrhundert war Jesenské Gut der Familie Feledi, im 16. Jahrhundert Lórantfy, gefolgt später durch verschiedene landadlige Familien. 1553 wurde der Ort von den türkischen Truppen in Mitleidenschaft gezogen. 1828 zählte man 54 Häuser und 414 Einwohner, die als Landwirte beschäftigt waren.
Bis 1918/19 gehörte der im Komitat Gemer und Kleinhont (Sitz des Stuhlbezirks Feled) liegende Ort zum Königreich Ungarn und kam danach zur Tschechoslowakei beziehungsweise heute Slowakei.
1938 bis 1945 gehörte er durch den Ersten Wiener Schiedsspruch wieder zu Ungarn. 1948 wurde der Ort aus nationalpolitischen Gründen zu Ehren des slowakischen Schriftstellers Janko Jesenský in Jesenské umbenannt.

## Bevölkerung
| Jahr                | 1994 | 2004    | 2014    | 2024    |
| ------------------- | ---- | ------- | ------- | ------- |
| Anzahl der Personen | 2241 | 2281    | 2236    | 2351    |
| Unterschied         |      | +1,78 % | −1,97 % | +5,14 % |

| Jahr                | 2023 | 2024    |
| ------------------- | ---- | ------- |
| Anzahl der Personen | 2352 | 2351    |
| Unterschied         |      | −0,04 % |

Gemäß der Volkszählung 2011 wohnten in Jesenské 2193 Einwohner, davon 1104 Magyaren, 658 Slowaken, 240 Roma, vier Tschechen und ein Pole. Zwei Einwohner gaben eine andere Ethnie an und 184 Einwohner machten keine Angabe zur Ethnie.
1369 Einwohner bekannten sich zur römisch-katholischen Kirche, 162 Einwohner zur reformierten Kirche, 63 Einwohner zu den Zeugen Jehovas, 41 Einwohner zur Evangelischen Kirche A. B., 12 Einwohner zu den christlichen Gemeinden, jeweils sechs Einwohner zur evangelisch-methodistischen Kirche und zur griechisch-katholischen Kirche und ein Einwohner zur orthodoxen Kirche. Sieben Einwohner bekannten sich zu einer anderen Konfession, 238 Einwohner waren konfessionslos und bei 288 Einwohnern wurde die Konfession nicht ermittelt.

## Bauwerke und Denkmäler

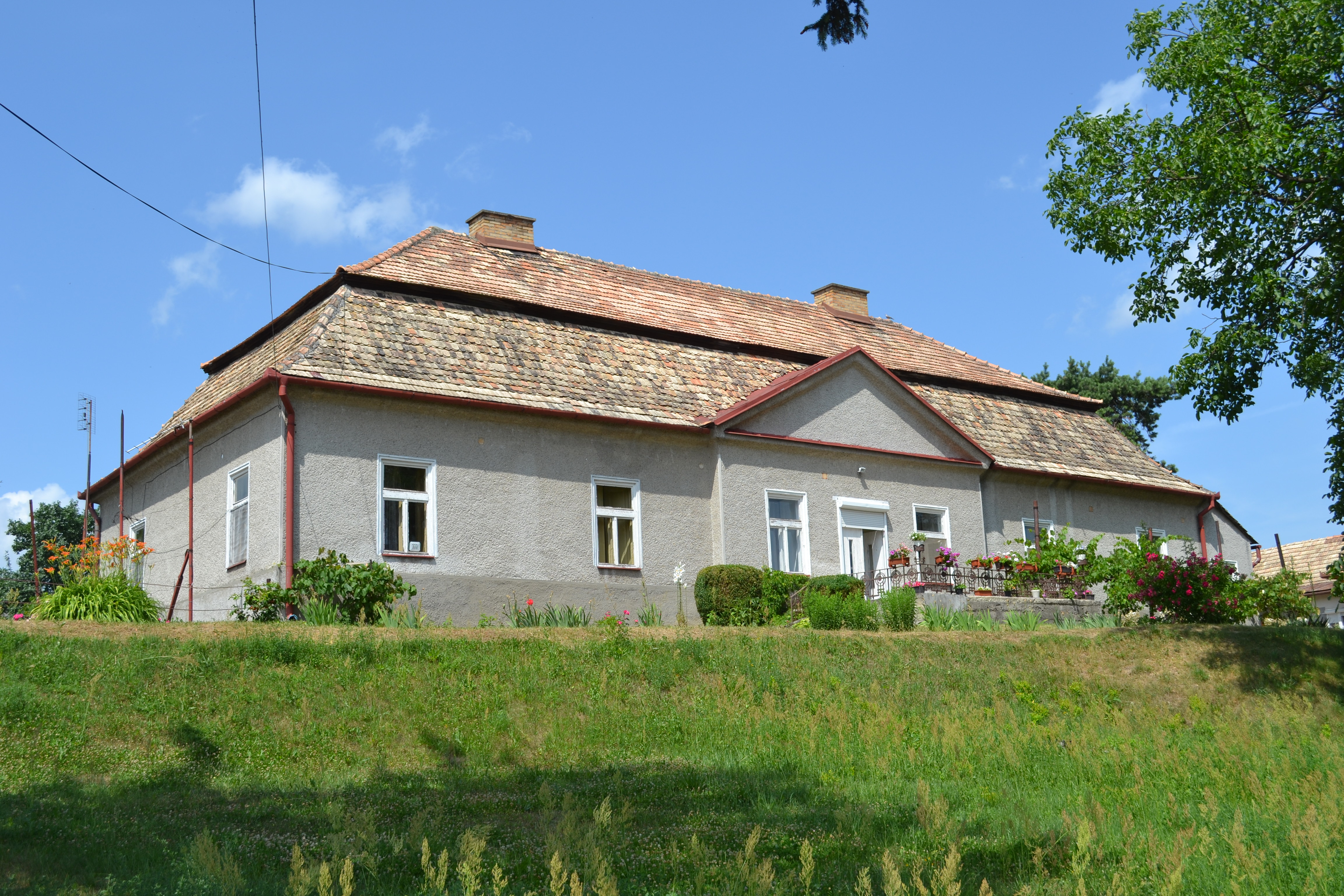
Landsitz aus dem späten 18. Jahrhundert

- römisch-katholische Kirche Mariä Geburt aus dem Jahr 1737
- reformierte Kirche im neoklassizistischen Stil aus dem Jahr 1898
- Landsitz im Spätbarockstil aus dem späten 18. Jahrhundert
- Landsitz im klassizistischen Stil aus der Mitte des 19. Jahrhunderts

## Verkehr

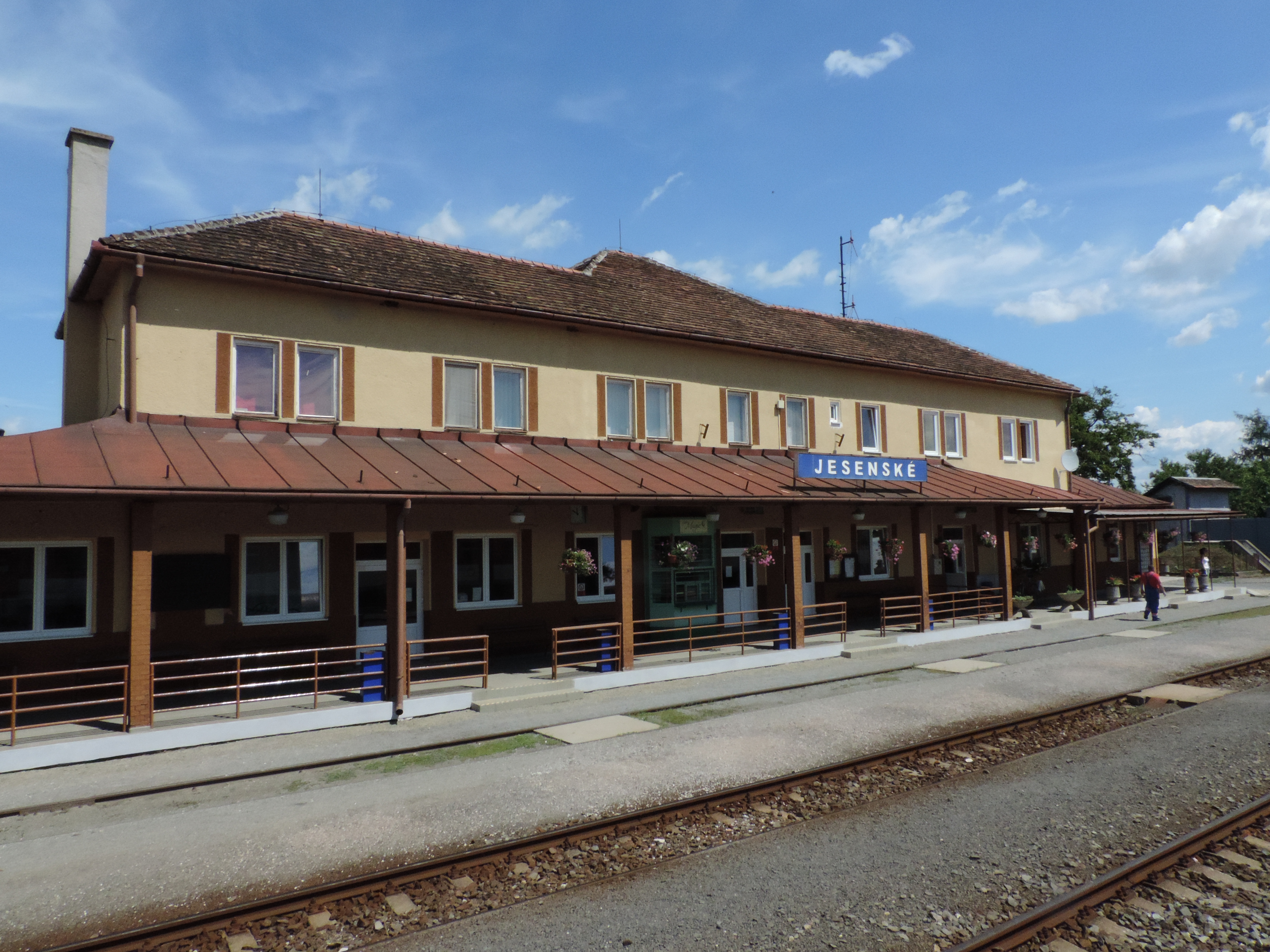
Bahnhof Jesenské

Durch Jesenské führt die Straße 2. Ordnung 571 zwischen Fiľakovo und Kráľ, in der Nachbargemeinde Pavlovce zweigt die Straße 2. Ordnung 531 Richtung Rimavská Sobota ab. Die Gemeinde besitzt einen Bahnhof an der Bahnstrecke Bánréve–Fiľakovo (Teil der südslowakischen Eisenbahnmagistrale) mit mehreren täglichen Nahverkehrs- und Schnellzugverbindungen und ist zudem Anfang der abzweigenden Bahnstrecke Jesenské–Tisovec, mit der Haltestelle Jesenské zastávka.

## Persönlichkeiten
- Ladislaus Beszedes (1874–1922), Bildhauer